# Étoile
Pour les articles homonymes, voir Étoile (homonymie).
 (juillet 2021).
Si vous disposez d'ouvrages ou d'articles de référence ou si vous connaissez des sites web de qualité traitant du thème abordé ici, merci de compléter l'article en donnant les références utiles à sa vérifiabilité et en les liant à la section « Notes et références ».

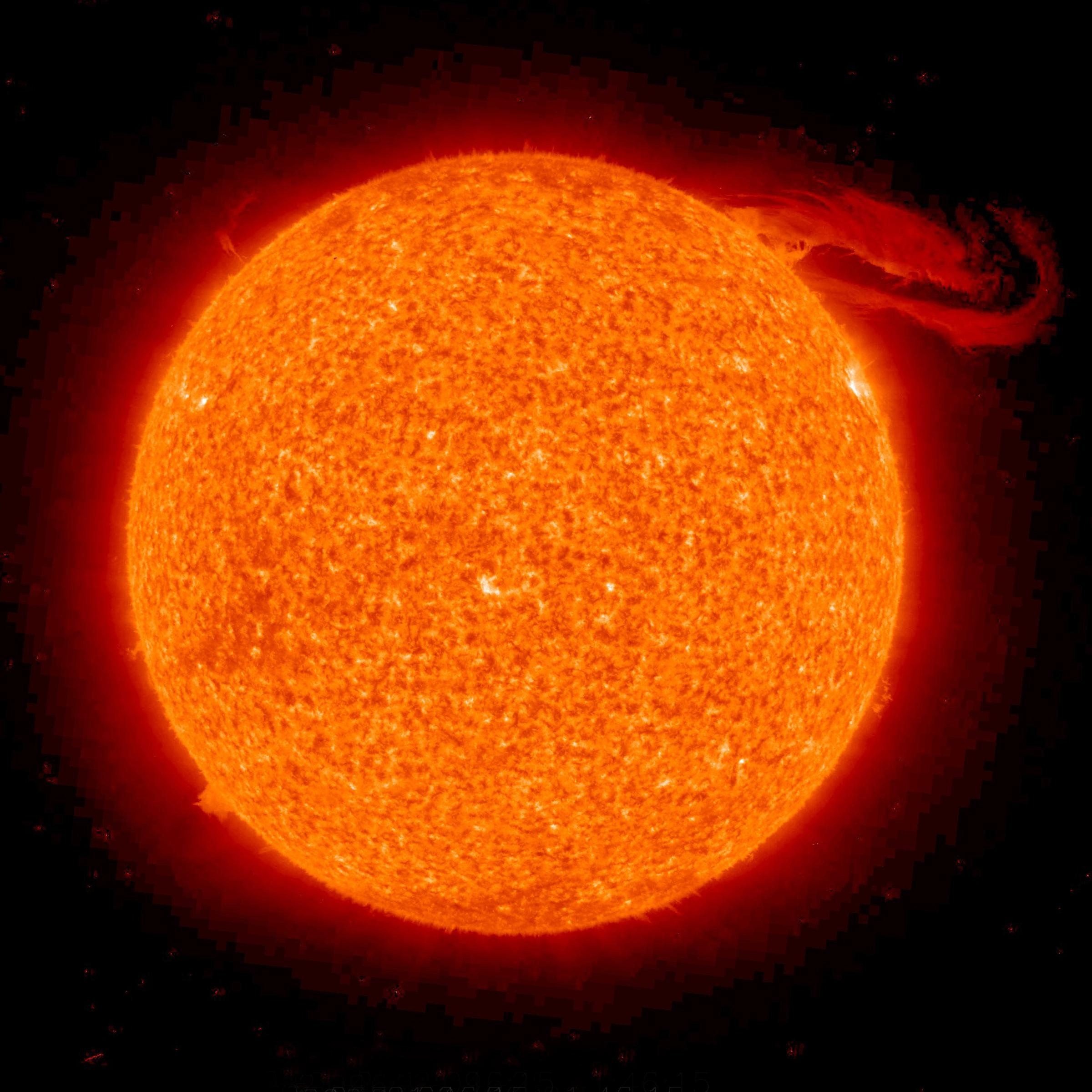
Le Soleil, l’étoile la plus proche de la Terre, vu lors d'une éruption en ultraviolets avec de fausses couleurs.

Une étoile est un corps céleste plasmatique qui rayonne sa propre lumière par réactions de fusion nucléaire, ou des corps qui ont été dans cet état à un stade de leur cycle de vie, comme les naines blanches ou les étoiles à neutrons. Cela signifie qu'ils doivent posséder une masse minimale pour que les conditions de température et de pression au sein de la région centrale — le cœur — permettent l'amorce et le maintien de ces réactions nucléaires, seuil en deçà duquel on parle d'objets substellaires. Les masses possibles des étoiles s'étendent de 0,085 masse solaire à une centaine de masses solaires. La masse détermine la température et la luminosité de l'étoile.
La plupart des étoiles se situent sur la séquence principale du diagramme de Hertzsprung-Russell, où les étoiles produisent leur énergie et leur rayonnement par conversion de l'hydrogène en hélium, par des mécanismes de fusion nucléaire comme le cycle carbone-azote-oxygène ou la chaîne proton-proton.
Pendant une grande partie de son existence, une étoile est en équilibre hydrostatique sous l'action de deux forces qui s'opposent : la gravitation, qui tend à contracter et faire s'effondrer l'étoile, et la pression cinétique (avec la pression de rayonnement pour les étoiles massives), régulée et maintenue par les réactions de fusion nucléaire, qui tend au contraire à dilater l'astre. À la fin de cette phase, marquée par la consommation de la totalité de l'hydrogène de leur cœur, les étoiles de la séquence principale se dilatent et évoluent en étoiles géantes, qui obtiennent leur énergie d'autres réactions nucléaires, comme la fusion de l'hélium en carbone et oxygène.
Une étoile rayonne dans tout le spectre électromagnétique, au contraire de la plupart des planètes (comme la Terre) qui reçoivent principalement l'énergie de l'étoile ou des étoiles autour desquelles elles gravitent.
Le Soleil est une étoile assez représentative de celles appartenant au même type spectral (G5). Sa masse de l'ordre de 2 × 1030 kg est courante pour ce genre d'étoiles.

## Histoire

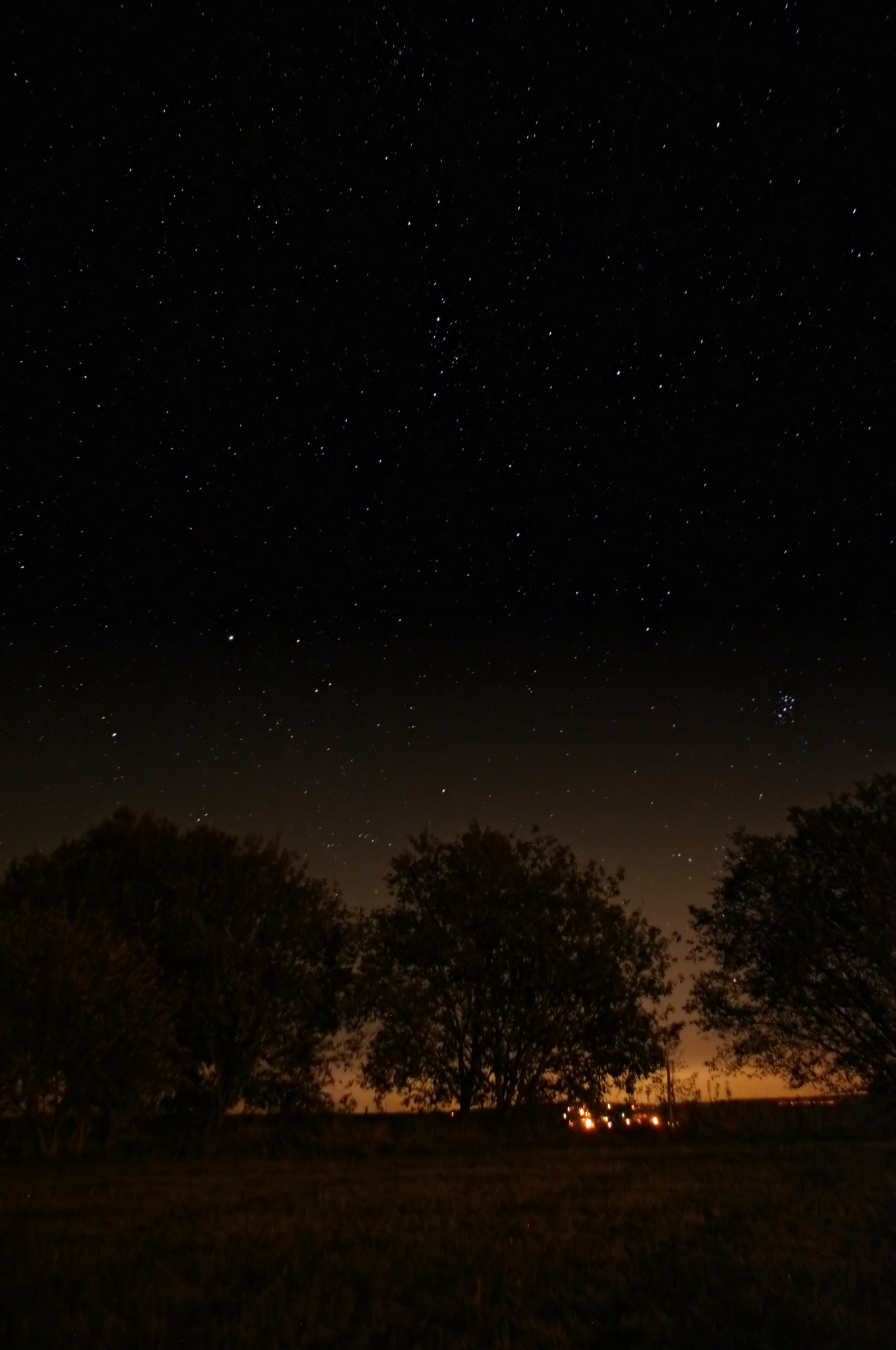
Ciel étoilé au crépuscule. On reconnaît les constellations de Persée (au centre) et du Cocher (en bas à gauche), ainsi que l’amas des Pléiades (en bas à droite).

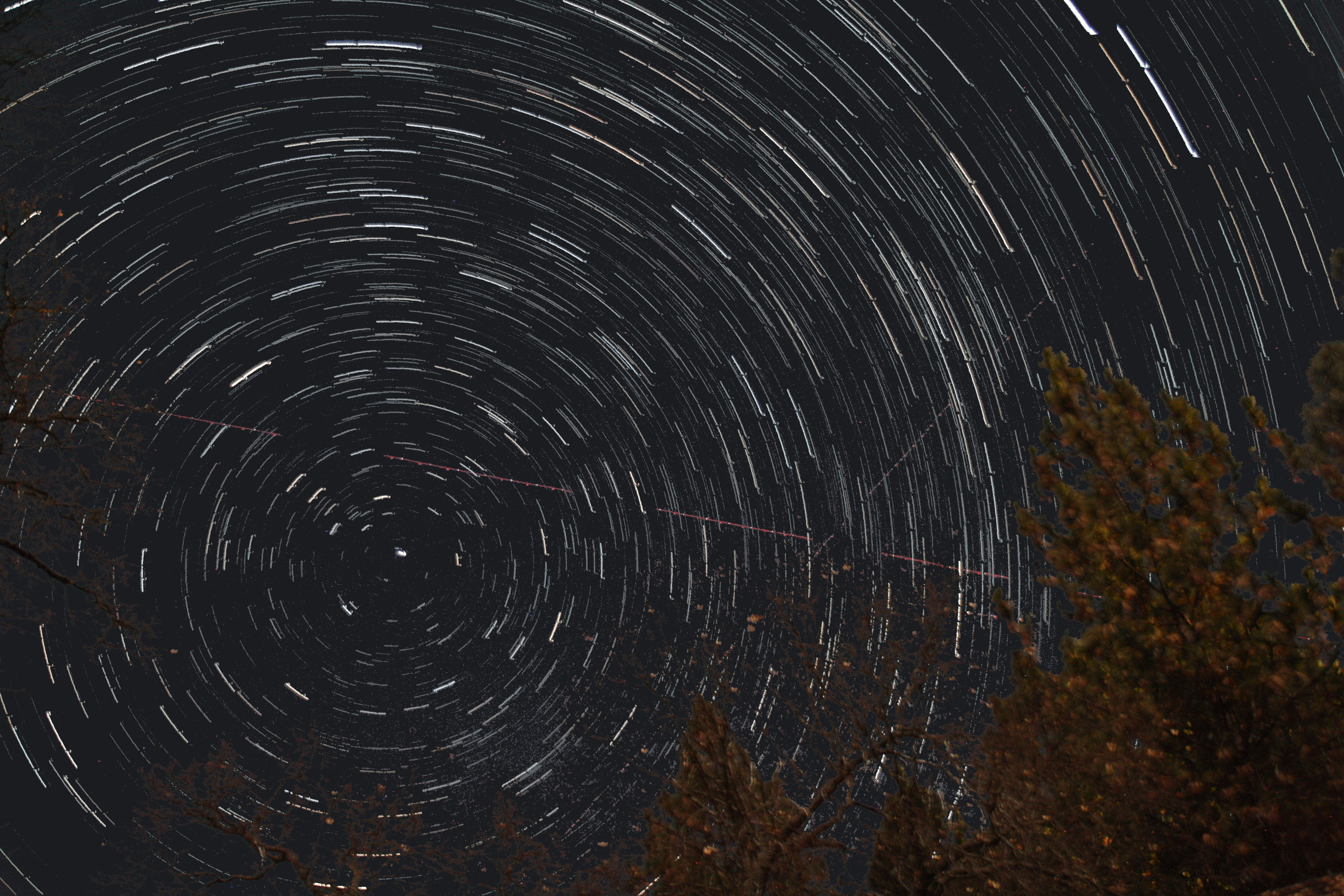
Mouvement apparent des étoiles autour de l’étoile polaire.

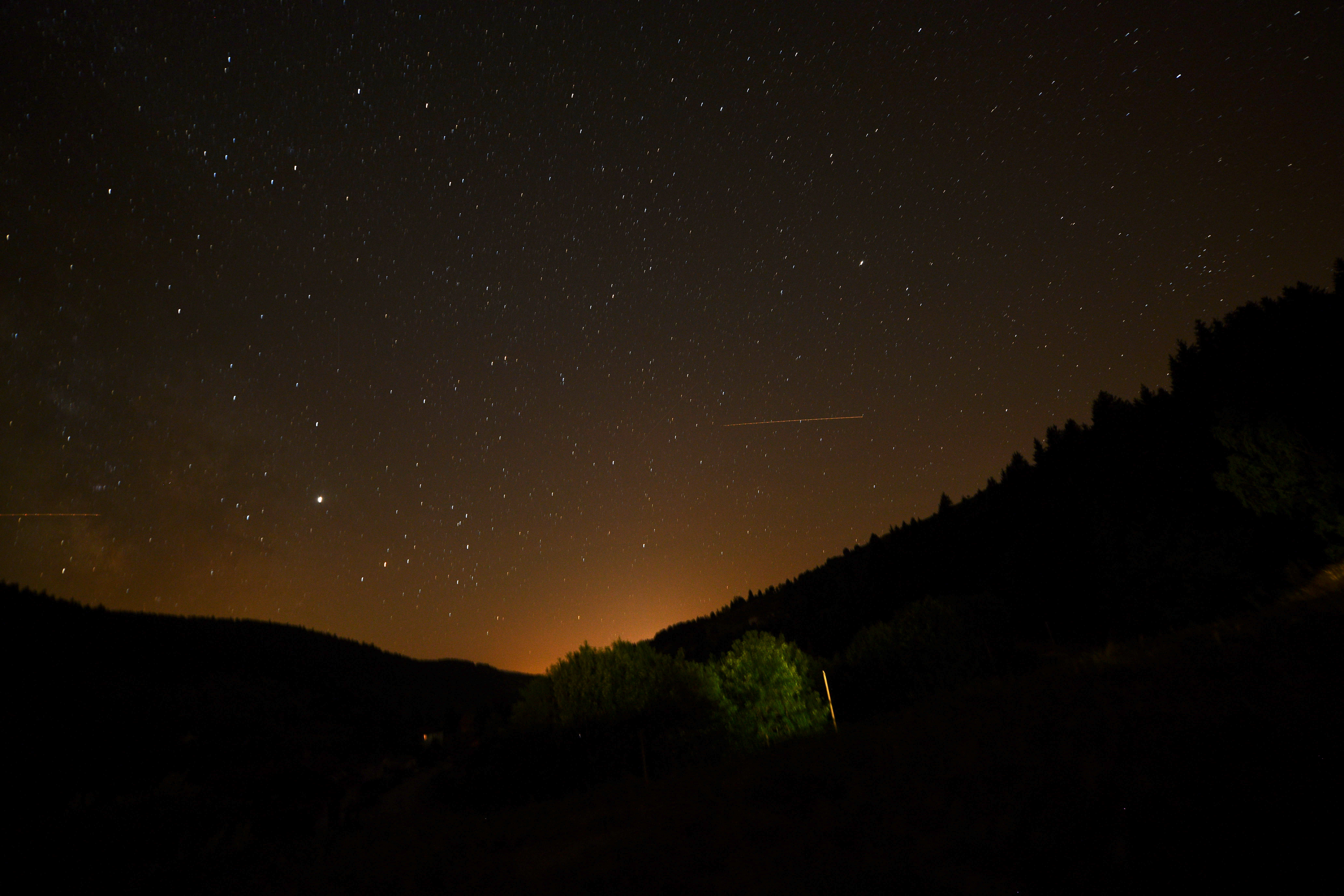
Ciel étoilé dans les Vosges à La Bresse.

Historiquement, les étoiles sont les points lumineux du ciel visibles uniquement la nuit et fixes les uns par rapport aux autres, par opposition aux planètes qui suivent des trajectoires errantes dans le ciel nocturne au cours de l'année. Les Anciens avaient une connaissance approfondie de la répartition des étoiles dans le ciel : ils les utilisaient pour la navigation et attribuaient des noms aux plus brillantes d'entre elles ainsi qu'aux formes qu'elles dessinent, les constellations. Cependant, ils ignoraient tout de leur nature exacte, pensant souvent qu'il s'agissait d'orifices percés à travers la sphère céleste.
C'est seulement avec l'essor de l'astronomie moderne, c'est-à-dire de l'astrophysique, que les étoiles ont pu être comprises comme des objets de même nature que le Soleil mais situés à des distances considérablement plus grandes. Cette hypothèse a été énoncée pour la première fois par Giordano Bruno au XVIe siècle avant d'être confirmée expérimentalement en 1838 par la première mesure de parallaxe réalisée par Friedrich Wilhelm Bessel, ainsi que par les observations spectrométriques effectuées grâce à l'appareil inventé en 1814 par l'opticien Joseph von Fraunhofer.

## Description générale
Une étoile est un objet céleste en rotation, de forme a priori sphérique, constitué essentiellement de plasma et dont la structure est modelée par la gravité. Lors de sa formation, une étoile est essentiellement composée d’hydrogène et d’hélium. Durant la majeure partie de son existence, son cœur est le siège de réactions de fusion nucléaire, dont une partie de l’énergie est rayonnée sous forme de lumière ; la matière qui la compose s’en trouve presque complètement ionisée.
Le Soleil est l’étoile la plus proche de la Terre, l’énergie qu’il rayonne y permet le développement de la vie. Il apparaît bien plus lumineux que toutes les autres étoiles en raison de sa proximité : la seconde étoile la plus proche de la Terre, Proxima du Centaure, est 250 000 fois plus éloignée. Sauf en cas exceptionnel comme une éclipse, les autres étoiles ne sont visibles que la nuit lorsque leur éclat n’est pas noyé par celui du ciel diurne, résultant lui-même de la diffusion de l’éclairement solaire.
Les étoiles sont regroupées au sein de galaxies. Une galaxie typique, comme la nôtre, la Voie lactée, contient plusieurs centaines de milliards d’étoiles. Au sein des galaxies, les étoiles peuvent être liées dans des systèmes multiples (quelques étoiles) ou des amas (plusieurs dizaines à quelques centaines de milliers d’étoiles).
La sphère céleste fait également apparaître des groupements d’étoiles, les constellations ; il s’agit en fait d’une illusion optique due à l’effet de projection. Les étoiles composant une constellation sont généralement situées à des distances très différentes de la Terre.
Une étoile possède une masse comprise entre 0,07 et 300 fois environ celle du Soleil (elle-même égale à 300 000 fois celle de la Terre, soit environ 2 × 1030 kg). Les astres de masse plus faible ne permettent pas l’amorçage des réactions de fusion nucléaire de l’hydrogène, alors que les étoiles de masse plus élevée sont sujettes à des instabilités entraînant une perte de masse. La durée de vie d’une étoile est essentiellement déterminée par la vitesse à laquelle se produisent les réactions nucléaires : plus la masse de l’étoile est élevée, plus les réactions nucléaires sont rapides et la durée de vie de l’étoile est brève. Les étoiles les plus massives ont une durée de vie de quelques millions d’années seulement, les moins massives, de plus de 50 milliards d’années. Une étoile comme le Soleil a une durée de vie de l’ordre de 10 milliards d’années.
La formation d’étoiles est due à l’effondrement d’un nuage de gaz et à sa fragmentation possible en plusieurs proto-étoiles, lesquelles s’échauffent à mesure qu’elles se contractent. La température atteint alors une valeur telle que le cœur « s’allume » : l’hydrogène fusionne en hélium, fournissant l’énergie qui arrête l’effondrement. L’étoile entre alors dans la séquence principale dans laquelle elle passe la majeure partie de son existence. L’énergie produite par cette conversion est progressivement évacuée par l’étoile à la fois par convection et par rayonnement et s’échappe finalement de la surface de l’étoile sous forme de rayonnement, de vents stellaires et de neutrinos. Son évolution ultérieure dépend essentiellement de sa masse. Plus celle-ci est élevée, plus l’étoile est en mesure d’amorcer des réactions de fusion avec des éléments chimiques de plus en plus lourds. Elle peut ainsi synthétiser du carbone, puis de l’oxygène, du néon, etc. La quasi-totalité des éléments plus lourds que l’hélium est produite dans les étoiles (on parle de nucléosynthèse stellaire) dans les derniers stades de leur évolution. Si une étoile est suffisamment massive pour synthétiser du fer, alors elle est vouée à connaître une fin paroxystique sous forme de supernova : son cœur implose et ses couches externes sont disloquées par le processus. Le résidu laissé par l’implosion du cœur est un objet extrêmement compact, qui peut être soit une étoile à neutrons, éventuellement détectable sous la forme d’un pulsar, soit un trou noir. Les étoiles moins massives connaissent une fin de vie moins violente : elles perdent peu à peu la majeure partie de leur masse, qui forme par la suite une nébuleuse planétaire, et voient leur cœur se contracter lentement pour former une naine blanche.

## Observation

### À l’œil nu
La nuit, les étoiles apparaissent à l’œil nu sous la forme de points (à cause de leur éloignement) brillants de couleur blanche, parfois aussi rouge, orangée ou bleue — généralement scintillants et sans mouvement apparent immédiat par rapport aux autres objets fixes de la voûte céleste. Le phénomène de scintillation est dû à l’extrême petitesse de la taille angulaire des étoiles (quelques millisecondes d’arc voire moins), qui est inférieure à celle de la turbulence atmosphérique. À l’inverse, les planètes, bien qu’apparaissant comme des points, ont en réalité une taille angulaire suffisante pour ne pas être soumises au phénomène de scintillation. Si les étoiles se déplacent les unes par rapport aux autres, ce mouvement propre est très faible, même pour les étoiles les plus proches, n’excédant pas quelques secondes d’arc par an, ce qui explique leur apparente immobilité les unes par rapport aux autres.
Le jour, le Soleil domine et sa lumière, diffusée par la couche atmosphérique, occulte celle des étoiles. Mais l’astre le plus brillant visible depuis la Terre est bien lui-même une étoile.
Le Soleil semble beaucoup plus gros que toutes les autres étoiles car celles-ci sont bien plus éloignées : l’étoile la plus proche de la Terre après le Soleil, Proxima du Centaure, est située à environ quatre années-lumière de nous, soit près de 270 000 fois la distance qui nous sépare du Soleil (l’unité astronomique).
Selon les conditions d’observation, le nombre d’étoiles visibles à l’œil nu varie fortement et peut atteindre plusieurs milliers dans les cas les plus favorables. Hormis le Soleil et Sirius — et encore, uniquement dans d’excellentes conditions d’observation — les étoiles sont trop peu brillantes pour être observables en plein jour (sauf lors des éclipses totales de Soleil et lors de phénomènes temporaires comme les novae ou les supernovae). L’éclat des étoiles est quantifié par une grandeur appelée magnitude apparente. Pour des raisons historiques, la magnitude est d’autant plus petite que l’astre est brillant : l’astronome de la Grèce antique Hipparque avait classifié les étoiles en astres de première grandeur pour les plus brillants, seconde grandeur pour les suivants, et ainsi de suite jusqu’à cinquième grandeur. La définition mathématique précise de la magnitude apparente reprend essentiellement cette classification, avec les étoiles les plus brillantes dotées d’une magnitude proche de 0 (à l’exception de Sirius, de magnitude -1,5 et de Canopus, de magnitude -0,7) et les plus faibles d’une magnitude supérieure à 6. Un écart de 1 en magnitude correspond à un rapport de luminosité de 2,5 environ, un écart de 5 à un rapport de 100. Le Soleil a une magnitude apparente de -26,7, c’est-à-dire que vu de la Terre, il est environ 10 milliards de fois plus brillant que Sirius.
Les étoiles semblent associées en figures géométriques plus ou moins simples, les constellations ; il s’agit d’un simple effet d’optique. Les structures stellaires réelles sont des amas (rassemblant quelques milliers d’étoiles) ou des galaxies (rassemblant de l’ordre du milliard d’étoiles).
L’observation à l’œil nu a été la première forme d’astronomie.

### Avec des instruments

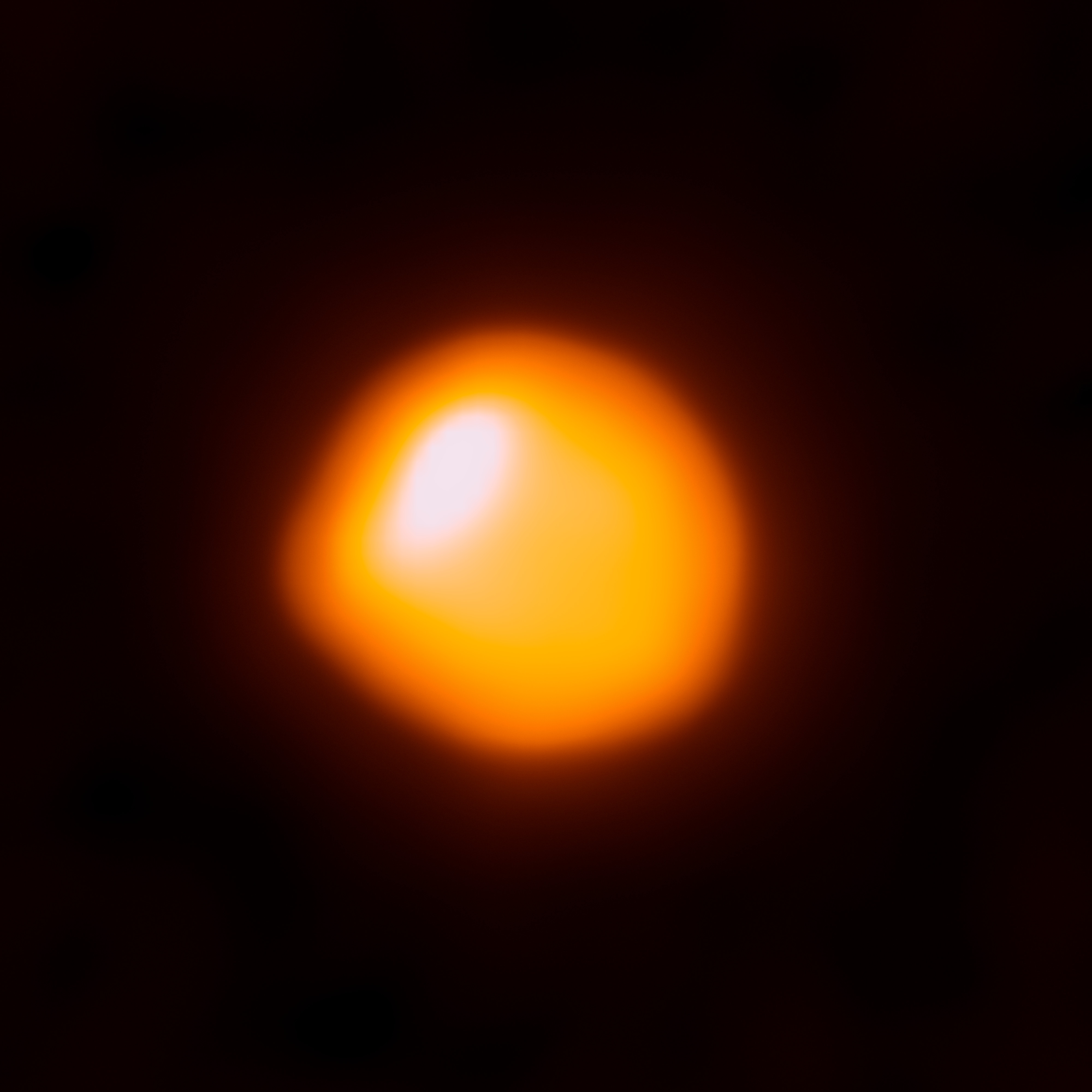
Bételgeuse, vue à travers le télescope ALMA.

Les étoiles sont longtemps restées des points dans le ciel, et ce même vues à travers les plus puissants instruments de grossissement, tels que la lunette astronomique ou le télescope. C'est seulement à partir de la fin du vingtième siècle et du début du vingt-et-unième que la résolution angulaire des meilleurs instruments est devenue inférieure à la seconde d'arc et s'est donc avérée suffisante pour apercevoir des structures autour de certaines étoiles ainsi que pour distinguer ces étoiles comme un disque et non comme un point. Cependant encore de nos jours l'écrasante majorité des étoiles reste inaccessible à une telle observation directe.
L'essentiel des observations stellaires se concentre donc sur des données relatives à leur spectre électromagnétique, leur luminosité ou leur polarisation, mesurées respectivement à l'aide du spectrographe, du photomètre et du polarimètre.
Après l’œil, les détecteurs utilisés furent les plaques photographiques puis les détecteurs numériques comme le CCD.
L'étude des étoiles comporte aussi celle du Soleil, qui lui peut être observé en détail, mais avec un équipement approprié, notamment de puissants filtres. L'observation du soleil est une activité potentiellement dangereuse pour l'œil et pour le matériel : elle ne doit être pratiquée que par un public averti et compétent.

### Catalogues d’étoiles
Pour repérer les étoiles et faciliter le travail des astronomes, de nombreux catalogues ont été créés. Parmi les plus célèbres, citons le catalogue Henry Draper (HD) et le Bonner Durchmusterung (BD). Les étoiles y sont rangées par leurs coordonnées, alpha (ascension droite) et delta (déclinaison) et un numéro leur est attribué : par exemple, HD 122653 (célèbre géante de Population II, très déficiente en métaux).

## Caractéristiques principales
Une étoile est caractérisée par différentes grandeurs.

### Masse
La masse est une des caractéristiques les plus importantes d’une étoile. En effet, cette grandeur détermine sa durée de vie ainsi que son comportement pendant son évolution et la fin de sa vie : une étoile massive sera très lumineuse mais sa durée de vie sera réduite.
Les étoiles ont une masse comprise entre environ 0,08 et 300 fois la masse du Soleil, c'est-à-dire entre environ 1,6 × 1029 kilogrammes et 6 × 1032 kilogrammes. En dessous de la masse minimale, l’échauffement généré par la contraction gravitationnelle est insuffisant pour démarrer le cycle de réactions nucléaires : l’astre ainsi formé est une naine brune. Au-delà de la masse maximale, la force de gravité est insuffisante pour retenir toute la matière de l’étoile une fois les réactions nucléaires entamées. Jusqu’à peu, on pensait que la masse d’une étoile ne pouvait excéder 120 à 150 fois la masse solaire mais la  découverte en 2010 d’une étoile ayant une masse 320 fois supérieure à celle du Soleil a rendu cette hypothèse caduque.

#### Limites de masse des étoiles

##### Limite basse
Les étoiles ayant la plus petite masse sont les naines rouges, qui fusionnent très lentement l'hydrogène en hélium. EBLM J0555-57 Ab a la masse théorique minimum pour une étoile, environ 8 % de celle du Soleil. Plus petites encore sont les naines brunes qui enclenchent juste la fusion du deutérium à leur formation.

##### Limite haute
La masse d'une étoile est limitée par les circonstances du processus de formation et par sa stabilité sur la séquence principale, essentiellement par le taux d'éjection du vent stellaire.
Les étoiles les plus massives ont généralement une masse d'environ 50 à 80 masses solaires. Les étoiles encore plus massives sont instables car la gigantesque pression de rayonnement qui règne en leur centre provoque l'expulsion « rapide » de la matière qui les constitue, diminuant ainsi significativement leur masse durant leur « brève » séquence principale.
On pense que la première génération d'étoiles de l'Univers, celles de la population III, furent des étoiles principalement géantes, typiquement plus de 100 masses solaires, jusqu'à 1 000 masses solaires. Elles purent exister (et se maintenir durant leur « courte » séquence principale), car leur métallicité était pour ainsi dire nulle et les ions « métalliques » sont bien plus sensibles à la pression de rayonnement que l'hydrogène et l'hélium ionisés. Une bonne partie d'entre elles finissent en hypernovas.
En janvier 2004, Stephen Eikenberry de l'université de Californie, a annoncé avoir trouvé l'étoile la plus massive jamais observée alors : LBV 1806-20. Il s'agit d'une étoile très jeune qui ferait au moins 150 masses solaires. En juillet 2010, une équipe internationale d'astronomes annonce la découverte avec le VLT au Chili de l'étoile R136a1 dans la nébuleuse de la Tarentule qui serait 265 fois plus massive que le Soleil. Selon le professeur Paul Crowther de l'université de Sheffield, sa masse à la naissance serait de 320 fois la masse du Soleil.

#### Estimation
La détermination de la masse d’une étoile ne peut se faire de façon précise que lorsqu’elle appartient à un système binaire par l’observation de son orbite. La troisième loi de Kepler permet alors de calculer la somme des masses des deux étoiles de la binaire à partir de sa période et du demi-grand axe de l’orbite décrite. Le rapport des masses peut être obtenu par la mesure de la vitesse radiale des deux étoiles de la binaire. La connaissance de la somme et du rapport des masses permet de calculer la masse de chaque étoile. C’est la technique la plus précise.
D’autres estimations sont possibles pour des étoiles non binaires (simples) en utilisant la détermination spectroscopique de la gravité de surface et la mesure du rayon de l’étoile par interférométrie. Enfin, si l’étoile est observée de façon précise en photométrie et si sa distance, sa composition chimique et sa température effective sont connues, il est possible de la positionner dans un diagramme de Hertzsprung-Russell (noté HR) qui donne immédiatement la masse et l’âge de l’étoile (théorème de Vogt-Russell).

### Diamètre

Taille relative de quatre étoiles et d’une planète.

Comparativement à notre planète (12 756 km de diamètre), les étoiles sont gigantesques : le Soleil a un diamètre d’environ un million et demi de kilomètres et certaines étoiles (comme Antarès ou Bételgeuse) ont un diamètre des centaines de fois supérieur à ce dernier.
Le diamètre d’une étoile n’est pas constant dans le temps : il varie en fonction de son stade d’évolution. Il peut aussi varier régulièrement pour les étoiles variables périodiques (RR Lyrae, Céphéides, Miras, etc.).
Des interféromètres comme celui du VLT de l’ESO au Chili ou CHARA en Californie permettent la mesure directe du diamètre des étoiles les plus proches.

### Composition chimique
La composition chimique de la matière d’une étoile ou d’un gaz dans l’Univers est généralement décrit par trois quantités en nombre de masse : X l’hydrogène, Y l’hélium et Z la métallicité. Ce sont des grandeurs proportionnelles satisfaisant la relation : X + Y + Z = 1.

#### Métallicité
La métallicité est la quantité (mesurée en nombre, ou généralement par masse) des éléments plus lourds que l’hélium présents dans l’étoile (ou plutôt sa surface). Le Soleil possède une métallicité (notée Z) de 0,02 : 2 % de la masse du Soleil est composée d’éléments qui ne sont ni de l’hydrogène, ni de l’hélium. Pour le Soleil, ce sont principalement du carbone, de l’oxygène, de l’azote et du fer. Bien que cela semble faible, ces deux pour cent sont pourtant très importants pour évaluer l’opacité de la matière de l’étoile, qu’elle soit interne ou dans son atmosphère. Cette opacité contribue à la couleur, à la luminosité et à l’âge de l’étoile (voir diagramme de Hertzsprung-Russell et théorème de Vogt-Russell).
L’opacité est directement liée à la capacité de l’étoile à produire un vent stellaire (cas extrême des étoiles Wolf-Rayet).

### Magnitude
La magnitude mesure la luminosité d’une étoile ; c’est une échelle logarithmique de son flux radiatif. La magnitude apparente dans un filtre donné (ex. : le visible noté mv), qui dépend de la distance entre l’étoile et l’observateur, se distingue de la magnitude absolue, qui est la magnitude de l’étoile si celle-ci était arbitrairement placée à 10 parsecs de l’observateur. La magnitude absolue est directement liée à la luminosité de l’étoile à condition de tenir compte d’une correction dite bolométrique (notée BC). L’introduction de l’échelle logarithmique des magnitudes vient du fait que l’œil possède une sensibilité également logarithmique, en première approximation (loi de Pogson).

### Température et couleur
La plupart des étoiles paraissent blanches à l’œil nu, parce que la sensibilité de l’œil est maximale autour du jaune. Mais un regard attentif permet de discerner de nombreuses couleurs : bleu, jaune, rouge (les étoiles vertes n’existent pas). L’origine de ces couleurs est restée longtemps un mystère jusqu’à il y a deux siècles[Quand ?], quand les physiciens eurent suffisamment de compréhension sur la nature de la lumière et les propriétés de la matière aux très hautes températures.

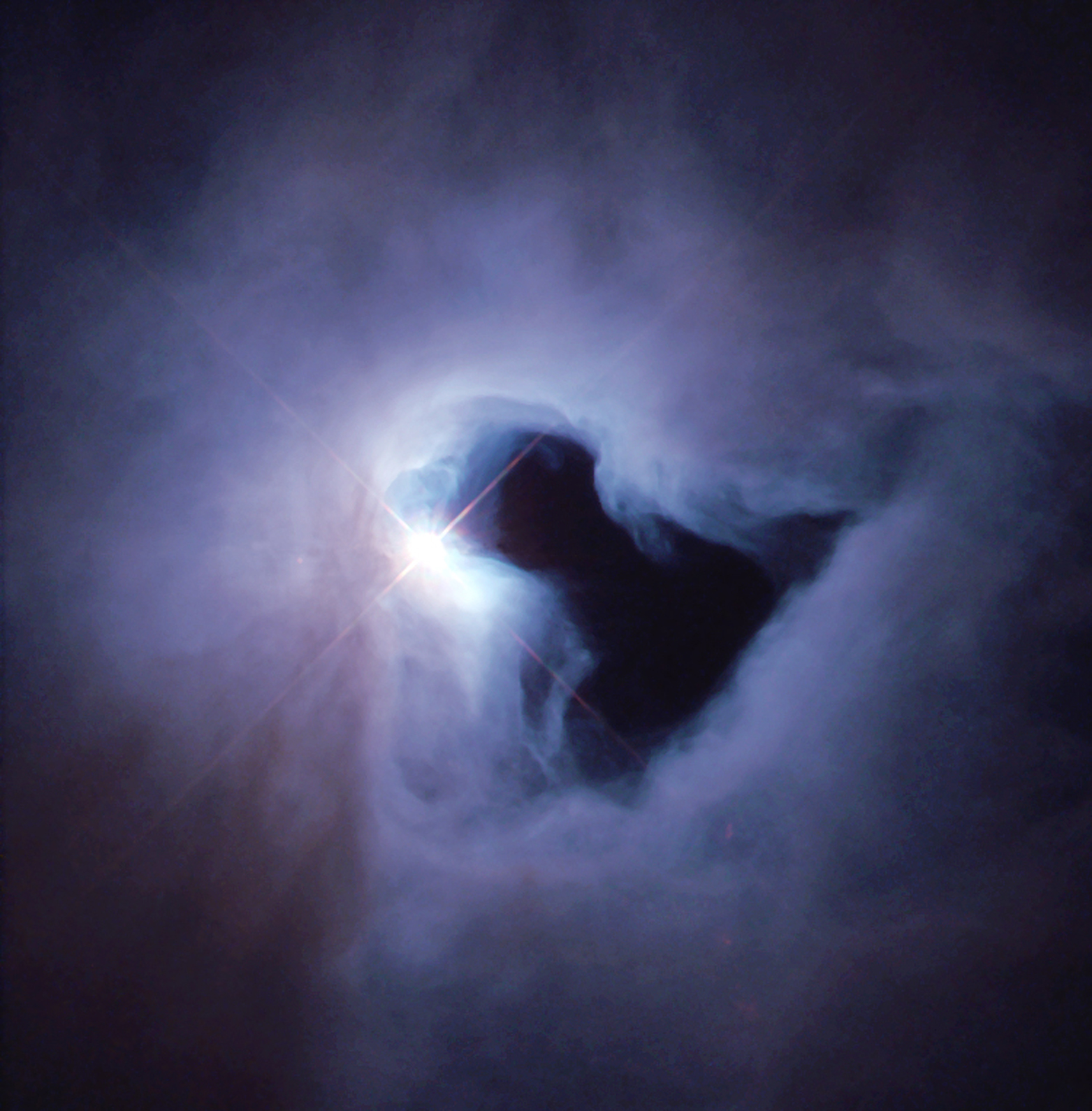
La nébuleuse NGC 1999 est illuminée de façon spectaculaire par V380 Orionis (centre), une étoile variable d’approximativement 3,5 fois la masse du Soleil.

La couleur permet de classifier les étoiles suivant leur type spectral (qui est en rapport avec la température de l’étoile). Les types spectraux vont du plus violet au plus rouge, c’est-à-dire du plus chaud vers le plus froid. Ils sont classés par les lettres O B A F G K M. Le Soleil, par exemple, est de type spectral G.
Mais il ne suffit pas de caractériser une étoile par sa couleur (son type spectral), il faut aussi mesurer sa luminosité. En fait, pour un type spectral donné, la taille de l’étoile est corrélée à sa luminosité, la luminosité étant fonction de la surface — et donc de la taille de l’étoile. Les étoiles O et B sont bleues à l’œil comme β Orionis (Rigel) ; les étoiles A sont blanches comme α Canis Majoris (Sirius) ou α Lyrae (Véga) ; les étoiles F et G sont jaunes, comme le Soleil ; les étoiles K sont orange comme α Bootis (Arcturus) ; et enfin les étoiles M sont rouges comme α Orionis (Bételgeuse).
On peut définir un indice de couleur, correspondant à la différence de flux photométrique dans deux bandes spectrales dites bandes photométriques (les filtres). Par exemple, le bleu (B) et le visible (V) formeront ensemble l’indice de couleur B-V dont la variation est reliée à la température de surface de l’étoile et donc à son type spectral. Les indices de température les plus utilisés sont le B-V, le R-I et le V-I car ce sont les plus sensibles à la variation de la température.

### Vitesse de rotation

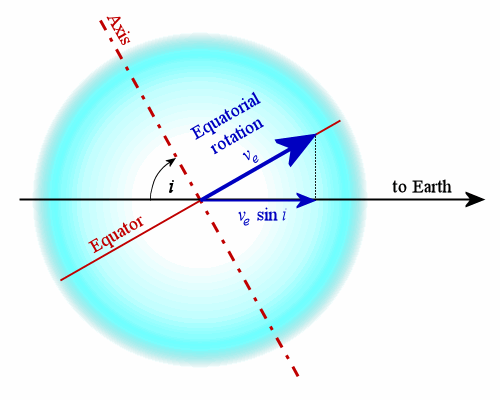
Cette étoile a une inclinaison i par rapport à l’observateur terrestre (en) et une vitesse de rotation équatoriale ve.

La rotation du Soleil a été mise en évidence grâce au déplacement des taches solaires. Pour les autres étoiles, la mesure de cette vitesse de rotation (plus précisément, la vitesse mesurée est la projection de la vitesse de rotation équatoriale sur la ligne de visée), s’obtient par spectroscopie. Elle se traduit par un élargissement des raies spectrales.
Ce mouvement de rotation stellaire est un reliquat de leur formation à partir de l’effondrement du nuage de gaz. La vitesse de rotation dépend de leur âge : elle diminue au cours du temps, sous les effets conjugués du vent stellaire et du champ magnétique qui emportent une partie du moment cinétique de l’astre. Cette vitesse dépend également de leur masse et de leur statut d’étoile simple, binaire ou multiple. Une étoile n’étant pas un corps solide (c’est-à-dire rigide), elle est animée d’une rotation différentielle : la vitesse de rotation dépend de la latitude.
En 2011, le Very Large Telescope découvre VFTS 102, l’étoile à la plus grande vitesse de rotation jamais observée (seuls les pulsars peuvent tourner beaucoup plus rapidement), soit plus de deux millions de kilomètres par heure.

### Spectre radiatif
Le spectre d’une source lumineuse et donc d’une étoile est obtenu par des spectrographes qui décomposent la lumière en ses différentes composantes et les enregistrent par le biais de détecteurs (historiquement, des plaques photographiques, puis des détecteurs de type CCD). Cette décomposition de la lumière révèle la distribution de l’énergie lumineuse venant de l’étoile en fonction de la longueur d'onde. Elle permet de mettre en évidence des raies spectrales en émission et/ou en absorption révélant les conditions de température, de pression et d’abondances chimiques des couches externes de l’étoile.

### Champ magnétique

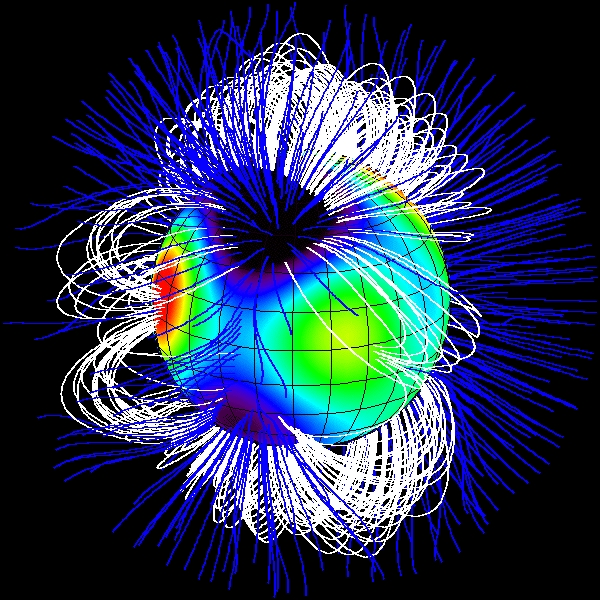
Champ magnétique de l’étoile massive Scorpii, obtenu par imagerie Zeeman-Doppler.

Comme le Soleil, les étoiles sont souvent dotées de champs magnétiques. Leur champ magnétique peut avoir une géométrie relativement simple et bien organisée, ressemblant au champ d’un aimant comme le champ magnétique terrestre ; cette géométrie peut être aussi nettement plus complexe et présenter des arches à plus petite échelle. Le champ magnétique du Soleil, par exemple, possède ces deux aspects ; sa composante à grande échelle structure la couronne solaire et est visible lors des éclipses, tandis que sa composante à plus petite échelle est liée aux taches sombres qui maculent sa surface et dans lesquelles les arches magnétiques sont ancrées.
Il est possible de mesurer le champ magnétique des étoiles à travers les perturbations que ce champ induit sur les raies spectrales formées dans l’atmosphère de l’étoile (l’effet Zeeman). La technique tomographique d’imagerie Zeeman-Doppler permet en particulier de déduire la géométrie des arches géantes que le champ magnétique dresse à la surface des étoiles.
Parmi les étoiles magnétiques, on distingue d’abord les étoiles dites « froides » ou peu massives, dont la température de surface est inférieure à 6 500 K et dont la masse ne dépasse pas 1,5 masse solaire - le Soleil fait donc partie de cette classe. Ces étoiles sont « actives », c’est-à-dire qu’elles sont le siège d’un certain nombre de phénomènes énergétiques liés au champ magnétique, par exemple la production d’une couronne, d’un vent (dit vent solaire dans le cas du Soleil) ou d’éruptions. Les taches à la surface du Soleil et des étoiles témoignent également de leur activité ; comme les champs magnétiques, les taches des étoiles peuvent être cartographiées par des méthodes tomographiques. La taille et le nombre de ces taches dépendent de l’activité de l’étoile, elle-même fonction de la vitesse de rotation de l’étoile. Le Soleil, qui effectue un tour complet sur lui-même en 25 jours environ, est une étoile ayant une faible activité cyclique. Le champ magnétique de ces étoiles est produit par effet dynamo.
Il existe aussi des étoiles chaudes magnétiques. Mais contrairement aux étoiles froides, qui sont toutes magnétiques (à différents degrés), seule une petite fraction (entre 5 et 10 %) des étoiles chaudes (massives) possède un champ magnétique, dont la géométrie est en général assez simple. Ce champ n’est pas produit par effet dynamo ; il constituerait plutôt une empreinte fossile du magnétisme interstellaire primordial, capturé par le nuage qui va donner naissance à l’étoile et amplifié lors de la contraction de ce nuage en étoile. De tels champs magnétiques ont été baptisés « champs magnétiques fossiles ».

## Structure d’une étoile

Structures internes d'étoiles de la séquence principale ; les zones de convection sont indiquées par des cycles avec flèches et les zones radiatives, avec des zigzags rouges. À gauche, une naine rouge de faible masse, au centre, une naine jaune de masse moyenne et, à droite, une étoile bleu-blanche massive de la séquence principale.

À partir de mesures et de simulations issues de différents modèles, il est possible de construire une image de l’intérieur d’une étoile, bien qu’il nous soit quasiment inaccessible — seule l’astérosismologie permet de sonder les étoiles.
Selon les connaissances actuelles, une étoile est structurée en différentes régions concentriques, décrites ci-après à partir du centre.

### Noyau
Le noyau (ou cœur) est la partie centrale de l’étoile, concentrant une grande partie de la masse de l’astre, dans laquelle se déroulent les réactions thermonucléaires qui dégagent l’énergie nécessaire à sa stabilité. Le noyau est la zone la plus dense et la plus chaude et, dans le cas du Soleil, atteint la température de 15,7 millions de kelvins. Dans ces conditions extrêmes, la matière se trouve sous forme de plasma ; par effet tunnel, les noyaux d’hydrogène (protons) ou d’autres éléments chimiques atteignent des vitesses leur permettant de vaincre leur répulsion électrique et de fusionner. Par exemple, dans les chaînes nucléaires dites proton-proton (ou PP1, PP2…), les protons fusionnent par groupe de quatre pour donner un noyau d’hélium, composé de deux protons et de deux neutrons. Il se produit alors un dégagement d’énergie selon les réactions suivantes :
2 (1H + 1H → 2D + e+ + νe) : 2x(0,42 MeV + 1,022 MeV)
2 (1H + 2D → 3He + γ) : 2x(5,493 MeV)
3He + 3He → 4He + 1H + 1H : (12,859 MeV).
D’autres réactions thermonucléaires ont lieu dans le centre des étoiles et contribuent diversement à la production d’énergie.
Une partie de l’énergie dégagée sous forme de photons commence alors un long voyage vers l’extérieur, car un plasma est opaque et la lumière y voyage très difficilement. On estime qu’un photon met plusieurs millions d’années avant d’atteindre la surface de l’étoile par transfert de rayonnement puis par convection vers la surface[réf. nécessaire].
Ayant généralement subi diverses étapes de contraction, le noyau d'une étoile tourne fréquemment plus vite que les couches externes (par conservation du moment cinétique). L'astérosismologie montre cependant qu'il tourne moins vite que ne le prévoient les modèles courants. En 2023, des simulations numériques montrent que ce ralentissement du cœur peut être dû à un champ magnétique interne, produit par une dynamo de type Tayler-Spruit (sans convection),.

### Zone radiative
L’énergie libérée par les réactions nucléaires dans le noyau de l’étoile se transmet aux couches externes par rayonnement. Dans les étoiles peu massives et évoluant sur la séquence principale, cette zone radiative est surmontée d’une zone convective externe ; dans les naines rouges, la zone radiative a entièrement disparu au profit de la zone convective. Dans le Soleil, le rayonnement produit dans la partie centrale met près d’un million d’années à traverser la zone radiative au terme d'un mouvement brownien.

### Zone convective
Au contraire de la zone précédente, l’énergie se transmet dans la zone convective par des mouvements macroscopiques de matière : soumis à un gradient de température décroissant vers la surface, le fluide développe une convection de type Rayleigh-Bénard. Cette zone convective est plus ou moins grande : pour une étoile sur la séquence principale, elle dépend de la masse et de la composition chimique ; pour une géante, elle est très développée et occupe une part importante du volume de l’étoile ; pour une supergéante, cette zone peut atteindre les trois quarts du volume de l’étoile, comme dans le cas de Bételgeuse. Dans les étoiles de très faible masse (naines rouges) ou dans les protoétoiles en formation de faible masse (étoiles de type T Tauri), la zone convective occupe la totalité du volume de l’étoile ; dans les étoiles dont la masse dépasse deux fois celle du Soleil, la zone convective externe disparaît (laissant la place à la zone radiative) mais la convection subsiste au cœur de l’étoile[Passage contradictoire].
C’est dans la zone convective externe que sont produits les champs magnétiques de type dynamo des étoiles froides comme le Soleil et les naines rouges.

### Photosphère
La photosphère est la partie externe de l’étoile, qui produit la lumière visible. Elle s'étend de moins de 1 % du rayon, pour les étoiles naines (quelques centaines de kilomètres), à quelques dixièmes du rayon de l’étoile, pour les géantes les plus grandes. La lumière qui y est produite contient toutes les informations sur la température, la gravité de surface et la composition chimique à la surface de l’étoile. Pour le Soleil, la photosphère a une épaisseur d’environ 400 kilomètres.

### Couronne
La couronne est la zone externe, ténue et extrêmement chaude du Soleil. Elle est due à la présence d’un champ magnétique, produit dans la zone convective ; on peut l’observer lors des éclipses de Soleil. C’est grâce à l’étude de la couronne au XIXe siècle que l’astronome Jules Janssen a découvert l’existence du gaz rare dont le nom fait référence au Soleil (Hélios) : l’hélium. Le fait que la température de la couronne atteigne plusieurs millions de degrés est un problème théorique difficile et non encore complètement résolu. Il est probable que la plupart des étoiles de faible masse (contenant une zone convective externe) possèdent des champs magnétiques et donc des couronnes.

### Théorème de Vogt et Russell
Le théorème de Vogt-Russell peut s’énoncer ainsi : si en tout point d’une étoile la connaissance des valeurs de la température, de la densité et de la composition chimique du plasma interne sont suffisantes pour calculer la pression, l’opacité du plasma et le taux d’énergie produit, alors la masse et la composition chimique de l’étoile sont suffisantes pour décrire la structure de celle-ci. Il en résulte les relations masse-rayon ou masse-luminosité des étoiles.

## Évolution

Phases d'évolution des étoiles selon leurs masses initiales.

La vie d'une étoile peut se décomposer en plusieurs phases principales :
- sa formation ;
- son séjour sur la séquence principale ;
- son éventuelle évolution en géante rouge ou en supergéante rouge ;
- sa phase finale (nébuleuse planétaire, nova ou supernova).

Après la phase finale, le résidu de l'étoile est une naine blanche, une étoile à neutrons ou un trou noir.
L'analyse spectrale du rayonnement d’une étoile révèle certaines de ses caractéristiques, et par conséquent permet de déterminer le stade d'évolution où elle est parvenue. Le diagramme de Hertzsprung-Russell est souvent utilisé pour situer une étoile au cours de son évolution. Selon leurs masses initiales (souvent exprimées en masses solaires), les étoiles peuvent suivre différentes évolutions,.

### Formation: la naissance des étoiles
Les étoiles naissent, souvent en groupe, à partir de l'effondrement gravitationnel d’un nuage interstellaire de gaz et de poussière, comme un nuage moléculaire ou une nébuleuse (telle que la nébuleuse d'Orion ou la nébuleuse de l'Aigle). Elles forment ainsi des amas stellaires.

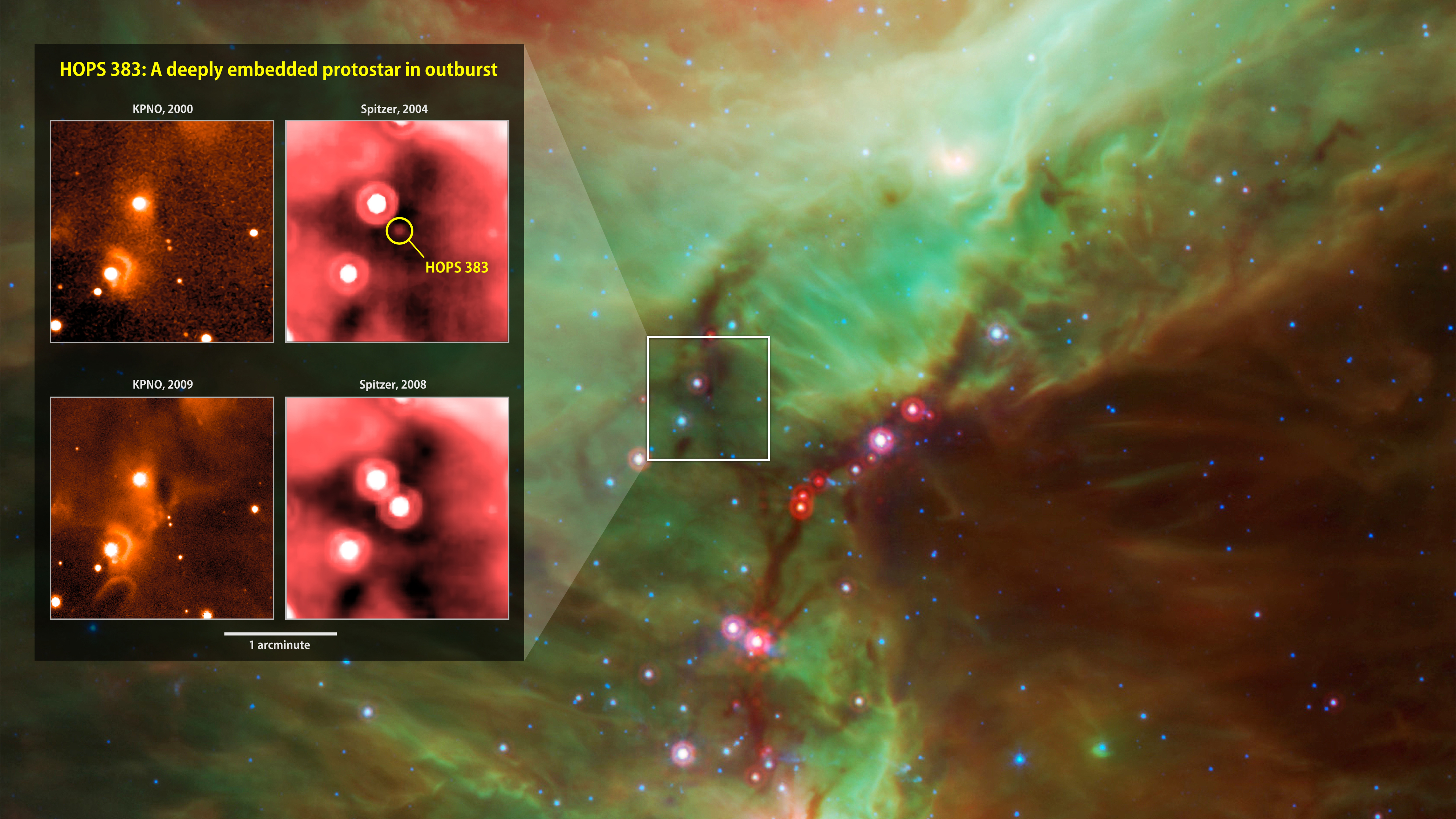
Images infrarouges obtenues par le KPNO (à gauche) et le SIRTF (à droite) mettant en évidence la formation de la protoétoile HOPS 383. En arrière plan : région de la nébuleuse d'Orion dans laquelle se situe la protoétoile.

Les nuages moléculaires, s'étendant sur des centaines d'années lumières, peuvent atteindre plusieurs millions de masses solaires. La stabilité d'un nuage est maintenue par des champs magnétiques et des mouvements turbulents, qui lui évitent de s'effondrer sur lui-même. Cependant, dans les régions les plus denses et les plus froides (de l'ordre de 10 K), la stabilité du nuage peut être rompue (parfois lors du passage d'une onde de densité venant d'un bras de galaxie ou d'une supernova). Cette instabilité gravitationnelle déclenche la phase d'effondrement. Il s'agit d'une série de fragmentations et de contractions du nuage en plusieurs blocs, de plus en plus petits et denses, qui finissent par former des protoétoiles enveloppées de nuages opaques de gaz et de poussière.
La poussière et le gaz autour d’une protoétoile se dispersent et s'aplatissent sous l’effet d’une rotation naissante pour former un disque protostellaire, dans lequel se créent d’éventuelles planètes.
Au sein de la protoétoile, la contraction de gaz se poursuit et entraîne son échauffement (en convertissant l’énergie gravitationnelle en énergie thermique). Au cours de son échauffement, la protoétoile émet un rayonnement infrarouge avant de devenir visible. Elle entre dans la pré-séquence principale. Dans le diagramme de Hertzsprung-Russell, la protoétoile se manifeste d'abord dans la région des géantes rouges et sa luminosité diminue rapidement, pendant que sa température augmente : elle descend la ligne de Hayashi,. Au centre de la protoétoile, lorsque la température atteint environ un million de degrés (106 K), la fusion du deutérium commence (c'est la première fusion nucléaire au sein de la protoétoile). Puis à une dizaine de millions de degrés (107 K) la température est suffisante pour déclencher la chaîne proton-proton (fusion de l’hydrogène en hélium). Lors de cette phase la contraction cesse : la pression cinétique due à l’agitation thermique des particules et la pression radiative sont suffisamment importantes pour contrebalancer la pression gravitationnelle. La protoétoile devient alors une étoile à part entière, située sur la séquence principale du diagramme de Hertzsprung-Russell .

### Séquence principale
Sous l’effet de la contraction, le noyau de l’étoile (sa partie centrale) atteint des valeurs de pression et de température extrêmes, qui vont jusqu’à l’allumage des réactions thermonucléaires (voir plus haut). L’étoile entre alors dans ce qu’on appelle la séquence principale, période pendant laquelle son noyau, initialement et essentiellement constitué d’hydrogène et d’hélium, va progressivement se transformer en hélium.
Durant cette période, l’antagonisme énergie libérée / gravitation concourt à la stabilité de l’astre : si le flux d’énergie venant du noyau vient à diminuer, la contraction qui s’ensuit accélère le rythme de production d’énergie qui stoppe la contraction ; inversement, un emballement de la production d’énergie entraîne une dilatation de l’étoile, donc son refroidissement, et l’emballement s’arrête. Ainsi, il en résulte une grande stabilité de l’étoile qui est décrite dans la théorie de la structure interne stellaire sous l’appellation « pic de Gamow »[réf. à confirmer] : c’est une sorte de thermostat stellaire.

### Fin d’une étoile

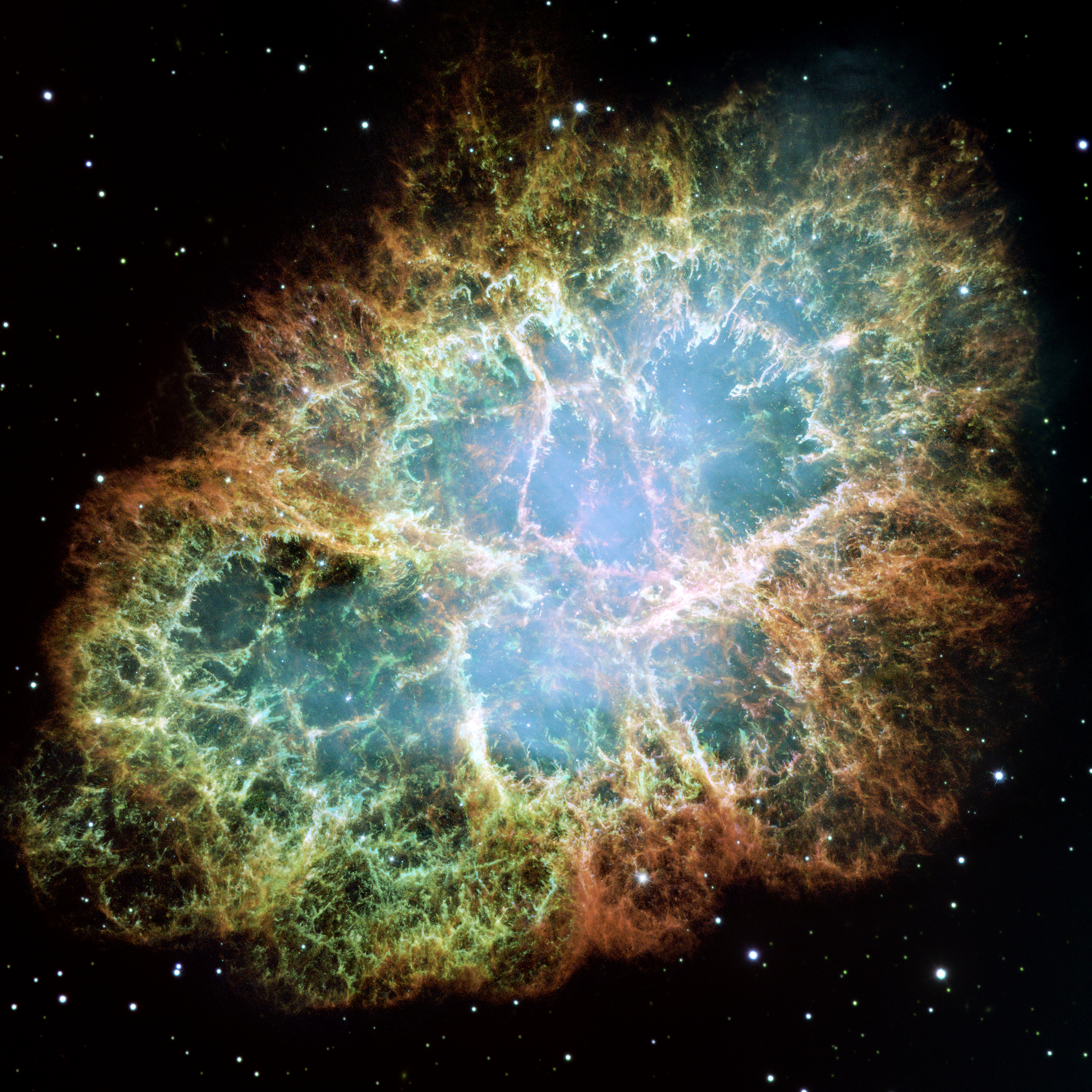
La Nébuleuse du Crabe forme le rémanent de supernova d’une explosion observée par les astronomes d’extrême Orient en l’an 1054.

Plus une étoile est massive, plus elle consomme rapidement son hydrogène. Une grosse étoile sera donc très brillante, mais aura une courte durée de vie. Lorsque le combustible nucléaire se fait trop rare dans le noyau de l’étoile, les réactions de fusion s’arrêtent. La pression de rayonnement maintenue par ces réactions ne compensant plus les forces de gravitation, l’étoile s’effondre sur elle-même. Plus une étoile est grosse, plus la fin de son existence sera cataclysmique, pouvant aller jusqu’à prendre la forme d’une gigantesque explosion (supernova, voire hypernova) suivie de la formation d’une étoile à neutrons (pulsar, magnétar, etc.) voire dans les cas extrêmes (selon la masse de l’étoile) d’un trou noir.

## Types d’étoiles
Les astronomes classent les étoiles en utilisant leur température effective et leur luminosité. Cette classification à deux paramètres permet de définir des types spectraux (luminosité) variant de VI à I. Les naines, par exemple (dont le Soleil), sont classées V. Parmi ces classes, on distingue différentes catégories liées à la température de surface. On distingue ainsi les naines noires, brunes, rouges, jaunes et blanches, les géantes rouges et bleues, les supergéantes rouges, les étoiles à neutrons et les trous noirs. Si la plupart des étoiles se placent facilement dans l’une ou l’autre de ces catégories, il ne s’agit que de phases temporaires. Au cours de son existence, une étoile change de forme et de couleur, et passe d’une catégorie à une autre.

### Naines brunes
Les naines brunes ne sont pas des étoiles, mais des objets substellaires qualifiés parfois d'« étoiles manquées ». Leur masse est située entre celles des naines rouges et des géantes gazeuses. En effet, au moins 0,08 masse solaire est nécessaire pour qu’une proto-étoile amorce des réactions thermonucléaires et devienne une véritable étoile. Les naines brunes ne sont pas suffisamment massives pour démarrer ces réactions. Elles peuvent rayonner cependant faiblement par contraction gravitationnelle.

### Naines rouges

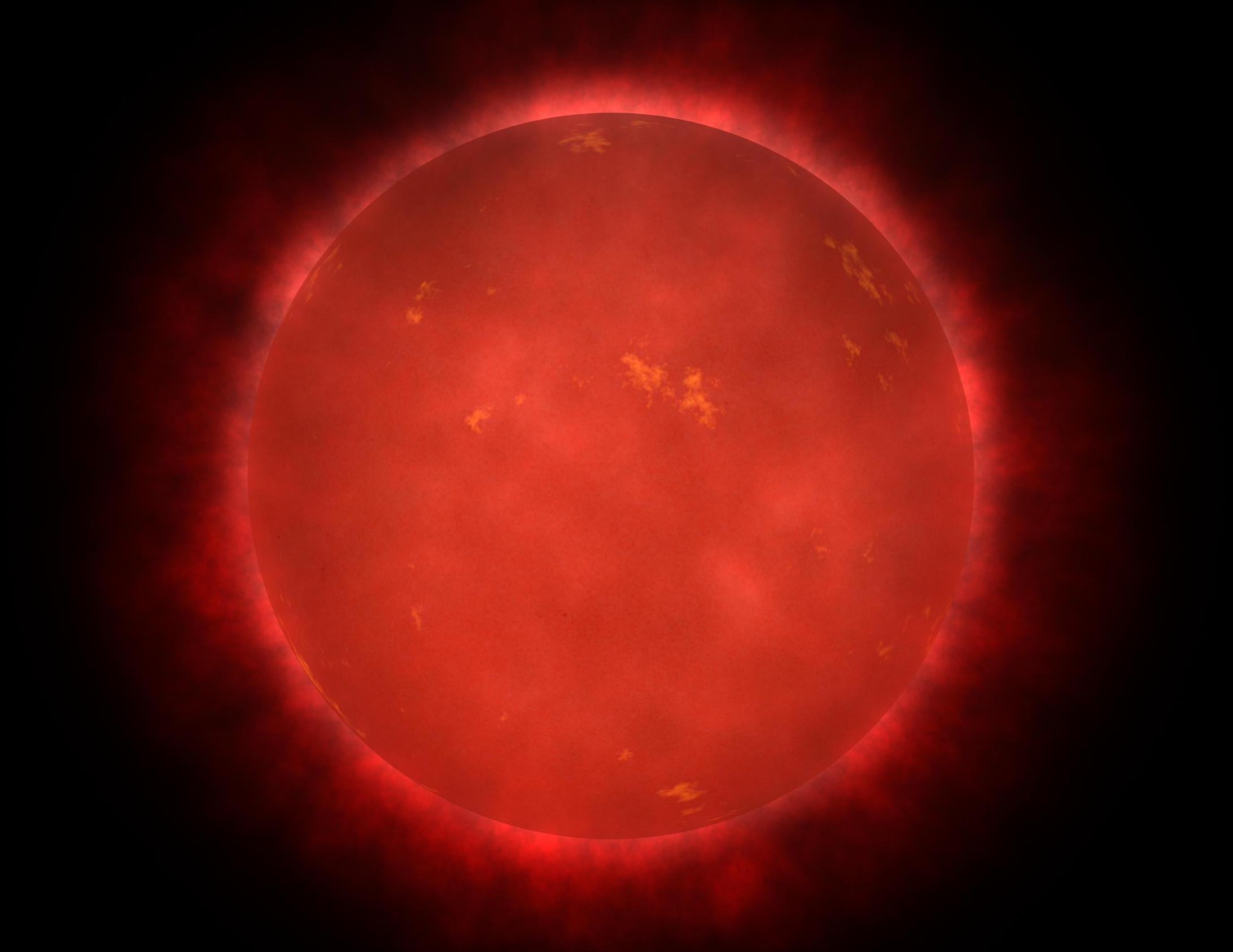
Vue d’artiste d’une naine rouge.

Les naines rouges sont de petites étoiles rouges. On les considère comme les plus petites étoiles en tant que telles, car les astres plus petits comme les naines blanches, les étoiles à neutrons et les naines brunes ne consomment pas de carburant nucléaire. La masse des naines rouges est comprise entre 0,08 et 0,8 masse solaire. Leur température de surface entre 2 500 et 5 000 K leur confère une couleur rouge. Les moins massives d’entre elles (au-dessous de 0,35 masse solaire) sont entièrement convectives. Ces étoiles brûlent lentement leur carburant, ce qui leur assure une très longue existence. Elles sont les plus abondantes : 80 % des étoiles de notre galaxie sont des naines rouges.
Les deux plus proches voisines du Soleil, Proxima du Centaure et l’étoile de Barnard, en sont.

### Naines jaunes

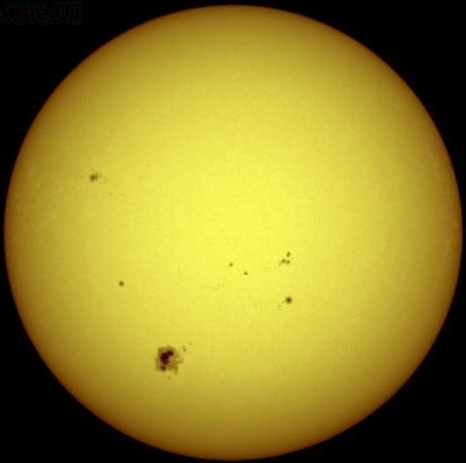
Le Soleil est un exemple de naine jaune.

Les naines jaunes sont des étoiles de taille moyenne — les astronomes ne classent les étoiles qu’en naines ou en géantes. Leur température de surface est d’environ 6 000 K et elles brillent d’un jaune vif, presque blanc. À la fin de son existence, une naine jaune évolue en géante rouge, qui en expulsant ses couches externes — déployant alors une nébuleuse —, dévoile une naine blanche.
Le Soleil est une naine jaune typique.

### Géantes rouges
La phase géante rouge annonce la fin d’existence de l’étoile, qui atteint ce stade lorsque son noyau a épuisé son principal carburant, l’hydrogène : des réactions de fusion de l’hélium se déclenchent, et tandis que le centre de l’étoile se contracte sous l'effet de l'accroissement de sa gravitation interne, ses couches externes gonflent sous l'effet de l'énergie dégagée par la fusion d'Hélium, refroidissent et rougissent. Transformé en carbone et en oxygène, l’hélium s’épuise à son tour et l’étoile s’éteint, sa taille et donc son énergie gravitationnelle étant insuffisante pour déclencher les réactions de fusion de l'oxygène. Les couches externes de l’astre s’éloignent et son centre se contracte, dévoilant une naine blanche.

### Géantes, géantes lumineuses, supergéantes et hypergéantes
Sur le Diagramme de Hertzsprung-Russell, au-delà d'une certaine luminosité, les étoiles prennent successivement les noms de géante, de géante lumineuse, de supergéante et d'hypergéante.
Dans le cas des étoiles géantes, lorsque le noyau d’une géante bleue ne contient plus d’hydrogène, la fusion de l’hélium prend le relais. Ses couches externes enflent et sa température de surface diminue. Elle devient alors selon sa masse une géante rouge ou une supergéante rouge.
L’étoile fabrique ensuite des éléments de plus en plus lourds : titane, chrome, fer, cobalt, nickel, etc. À ce stade, les réactions de fusion s’arrêtent et l’étoile devient instable. Elle explose en une supernova et laisse derrière elle un étrange noyau de matière qui demeurera intact et qui deviendra, selon sa masse, une étoile à neutrons ou un trou noir.
Les étoiles géantes lumineuses sont des étoiles de classe de luminosité II.
Les supergéantes et les hypergéantes sont quant à elles les étoiles les plus massives et lumineuses de l'Univers observable.

### Étoiles variables lumineuses bleues
Une étoile variable lumineuse bleue est une hypergéante bleue à luminosité variable qui expulse occasionnellement de grandes quantités de matière.
Elle peut évoluer en étoile Wolf-Rayet et finalement terminer en supernova.

### Étoiles Wolf-Rayet
Les étoiles Wolf-Rayet sont des étoiles très massives en fin de vie qui expulsent de très grandes quantités de matière sous forme de vents solaires à haute vitesse si intenses qu'ils forment un nuage autour de celle-ci. Ainsi on ne peut observer directement sa surface comme pour les autres étoiles mais seulement la matière qu'elle éjecte. Elles ont une durée de vie très brève de seulement quelques millions d'années, avant d'exploser en supernovæ.

### Étoiles de population III
Les étoiles de population III sont un type d'étoiles extrêmement massives et lumineuses, observées pour la première fois en 2015 dans la galaxie CR7, constituées exclusivement d'éléments légers (hydrogène et hélium, avec peut-être un peu de lithium), qui seraient les premières étoiles formées au commencement de l'Univers, environ 400 millions d'années après le Big Bang.

### Naines blanches

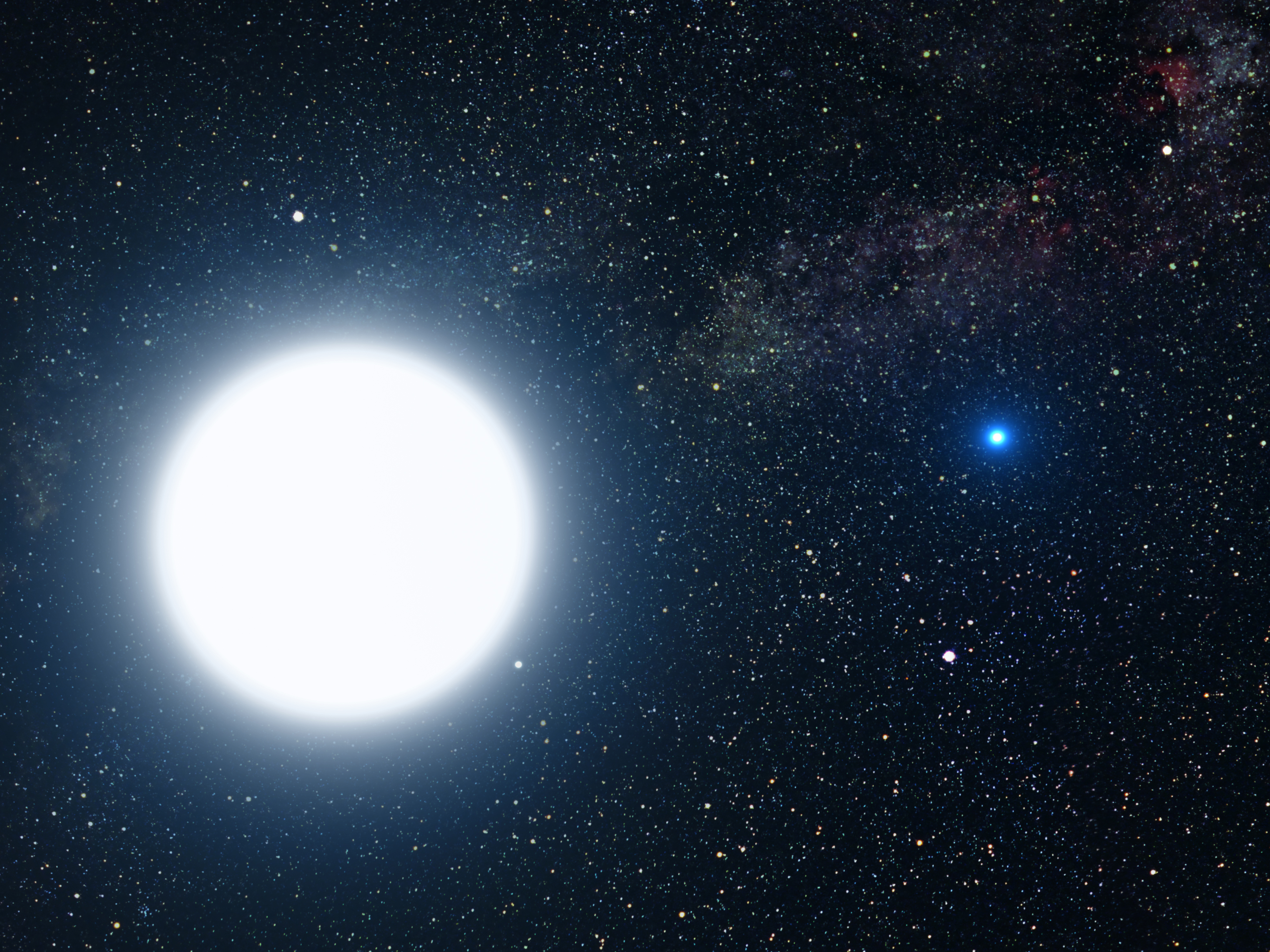
Une naine blanche en orbite autour de Sirius (vue d’artiste).

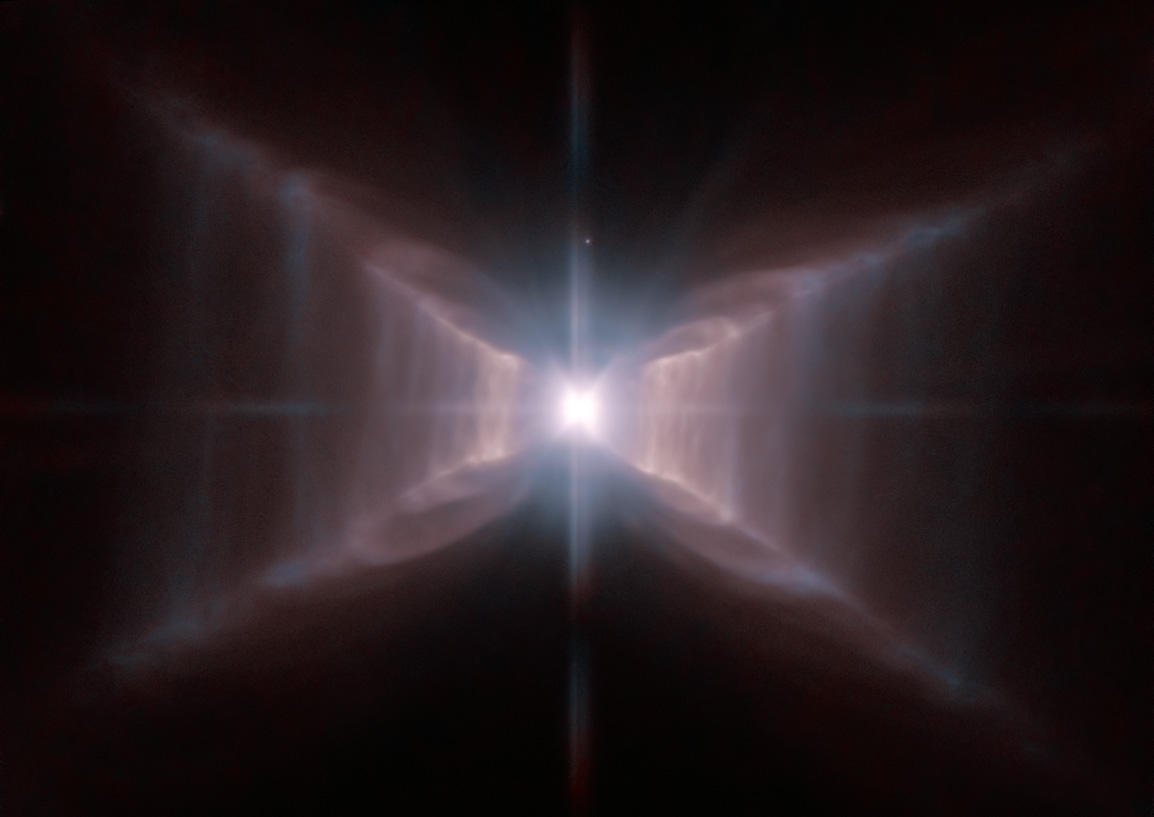
Une naine blanche exhalant une nébuleuse à symétrie rectangulaire, la Nébuleuse du Rectangle rouge.

Les naines blanches sont les résidus de l’évolution des étoiles de faible masse (entre ~0,8 et 5 à 8 masses solaires). Le Soleil ayant (par définition) une masse d’une masse solaire, il finira aussi en naine blanche. Les naines blanches sont des étoiles « mortes » puisqu’elles ne sont plus le lieu de réactions thermonucléaires produisant de la chaleur. Cependant, elles sont initialement très chaudes et de couleur relativement blanche (voir Loi de Wien). Petit à petit, elles se refroidissent par rayonnement, pour devenir des astres froids. Leur taille est plus ou moins égale à celle de la Terre.
Les naines blanches, comme les étoiles à neutrons sont constituées de matière dégénérée. La densité moyenne d’une naine blanche est telle qu’une cuillère à thé de matière d’une telle étoile aurait, sur Terre, le poids d’un éléphant, soit environ 1 t cm−3. En fait, dans cette matière, les électrons, étant très proches les uns des autres, commencent alors à se repousser énergiquement. Le facteur principal de la pression provient alors du principe d'exclusion de Pauli ; c’est la pression de dégénérescence qui s’oppose à celle de la gravitation. La naine blanche est donc en équilibre malgré l’absence de fusion nucléaire en son noyau. La pression des électrons peut supporter une masse de 1,44 fois celle du Soleil : c’est la limite de Chandrasekhar.
Si une naine blanche devient plus massive (en aspirant la matière d’une autre étoile, par exemple), elle explose en supernova et elle est largement pulvérisée en nébuleuse. C’est le type Ia des supernovas thermonucléaires.
Procyon B et Sirius B sont des naines blanches.

### Naines noires
Comme une plaque chauffante qu’on éteint, les naines blanches se refroidissent inexorablement. Toutefois, cela se fait très lentement, en raison de leur surface émissive fortement réduite (de la taille d'une planète tellurique) comparée à leur masse (de l'ordre de celle du Soleil). Elles perdent peu à peu leur éclat et deviennent invisibles au bout d’une dizaine de milliards d’années. Ainsi, toute naine blanche est vouée à se transformer en naine noire.
L’Univers, vieux de 13,8 milliards d’années, est encore trop jeune pour avoir produit des naines noires.
Après sa mort, le Soleil deviendra une naine blanche puis une naine noire. Ce sort l’attend dans environ 15 milliards d’années.

### Étoiles à neutrons et trous noirs
Les étoiles à neutrons sont très petites mais très denses. Elles concentrent la masse d’une fois et demi celle du Soleil dans un rayon d’environ dix kilomètres. Ce sont les vestiges d’étoiles très massives de plus de dix masses solaires dont le cœur s’est contracté pour atteindre des valeurs de densité extraordinairement élevées, comparables à celles du noyau atomique.
Lorsqu’une étoile massive arrive en fin de vie, elle s’effondre sur elle-même, en produisant une impressionnante explosion appelée supernova. Cette explosion disperse la majeure partie de la matière de l’étoile dans l’espace tandis que le noyau se contracte et se transforme en une étoile à neutrons. Ces objets possèdent des champs magnétiques très intenses (pour les plus intenses, on parle de magnétar). Le long de l’axe magnétique se propagent des particules chargées, électrons par exemple, qui produisent un rayonnement synchrotron.
Le moment cinétique de l’étoile étant conservé lors de l’effondrement du noyau, l’étoile à neutrons possède une vitesse de rotation extrêmement élevée, pouvant atteindre le millier de tours par seconde. Si par chance un observateur sur Terre regarde dans la direction d’une étoile à neutrons et que la ligne de visée est perpendiculaire à l’axe de rotation de l’étoile, celui-ci verra alors le rayonnement synchrotron des particules chargées se déplaçant sur les lignes de champ magnétique. Ce phénomène de phare tournant s’appelle le phénomène de pulsar. On trouve des pulsars dans des restes de supernovas, le plus célèbre étant le pulsar de la nébuleuse du Crabe, né de l’explosion d’une étoile massive. Cette supernova fut observée par les astronomes chinois depuis le matin du 4 juillet 1054, en plein jour pendant trois semaines et durant la nuit pendant près de deux ans.
Parfois, le noyau de l’étoile morte est trop massif pour devenir une étoile à neutrons. Il se contracte inexorablement jusqu’à former un trou noir.

### Étoiles variables

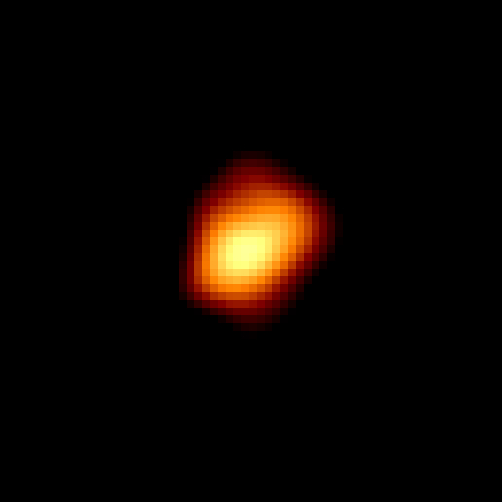
L’allure asymétrique de Mira, une étoile variable oscillante (NASA, télescope Hubble).

Alors que la plupart des étoiles sont de luminosité presque constante, comme le Soleil qui ne possède pratiquement pas de variation mesurable (environ 0,01 % sur un cycle de 11 ans), la luminosité de certaines étoiles varie de façon perceptible sur des périodes de temps beaucoup plus courtes, parfois de façon spectaculaire.

## Systèmes stellaires
Les étoiles se forment rarement seules. Lorsqu’un nuage de gaz (proto-stellaire) donne naissance à un amas d’étoiles, l’ensemble des étoiles de cet amas ne semble pas se distribuer au hasard, mais semble suivre une loi de distribution dite fonction de masse initiale (abrégé IMF en anglais), dont on sait peu de chose actuellement ; elle rend compte de la proportion d’étoiles en fonction de leur masse. On ne sait pas si cette fonction IMF dépend de la composition chimique du nuage proto-stellaire. La fonction la plus adoptée actuellement a été proposée par Edwin Salpeter et semble donner des résultats satisfaisants pour l’étude des amas de la Galaxie.

### Systèmes binaires et multiples
Les systèmes binaires sont constitués de deux étoiles liées gravitationnellement et orbitant l’une autour de l’autre. L’élément le plus brillant est dit primaire et le moins brillant, secondaire. Lorsqu’un système comporte plus de deux composantes il est qualifié de système stellaire multiple.
Les systèmes binaires peuvent être détectés par imagerie, lorsque le télescope parvient à résoudre la paire ; dans ce cas la binaire est dite visuelle. Dans d’autres cas, les deux compagnons ne peuvent être résolus, mais le décalage Doppler-Fizeau des raies spectrales permet de détecter le mouvement orbital de l’une ou des deux étoiles. Dans ce cas, la binaire est dite spectroscopique. Si un seul spectre est visible et varie on parle de binaire SB1, si le spectre des deux étoiles est bien visible on parle de binaire SB2. Il est également possible de détecter le mouvement apparent dans le ciel de l’étoile binaire, qui correspond au mouvement orbital de l’étoile primaire si le secondaire est très peu lumineux ; dans ce cas, la binaire est dite astrométrique. On parle enfin de binaire interférométrique lorsque le secondaire est détecté par interférométrie.
L’astronomie amateur parle de double visuelle lorsque deux étoiles éloignées dans l’espace et non liées gravitationnellement se trouvent proches dans le ciel par effet de perspective.

### Amas
Les amas stellaires sont des regroupements locaux d’étoiles liées gravitationnellement et formées en même temps. De ce fait, ils constituent une population de référence pour étudier la durée de vie d’une étoile en fonction de sa taille (voir diagramme de Hertzsprung-Russell). On peut s’en servir pour déterminer l’âge des plus vieilles populations d’étoiles de notre Galaxie.
On distingue les amas ouverts (AO) constitués de quelques dizaines à quelques milliers d’étoiles et généralement de forme quelconque et les amas globulaires (AG) constitués de plusieurs milliers à plusieurs millions d’étoiles.
Les AO sont jeunes, de quelques dizaines à quelques centaines de millions d’années. Parmi les plus vieux, M67 (4,6 milliards d’années comme le Soleil) est aussi parmi les plus gros. Dans notre galaxie, les AO sont riches en métaux (typiquement comme le Soleil). Les AG sont de forme sphérique d’où leur nom. Leurs étoiles sont pauvres en métaux et ils comptent parmi les objets les plus vieux de la Galaxie. Ils se répartissent dans le sphéroïde de la Galaxie qu’on appelle le halo. Leur âge est compris entre environ 10 et 13,5 milliards d’années. Omega du Centaure est parmi les plus gros. Sa population stellaire n’est pas unique ce qui montre qu’il a eu une origine étalée dans le temps permettant la formation de plusieurs d’entre elles (au moins trois). Il est considéré comme pouvant être le résidu d’une galaxie naine ayant été capturée par la Voie lactée. NGC 6397 est au contraire un amas à population stellaire unique avec une abondance en métaux d’un centième de celle du Soleil. L’AG le plus pauvre en métaux connu est M92 avec presque un millième de l’abondance solaire.

### Associations
Les associations stellaires sont semblables aux amas, à ceci près qu’elles ne constituent pas un système lié gravitationnellement. Aussi les associations se dispersent-elles au bout d’un certain temps. Exemple d’association : les associations O-B constituées principalement d’étoiles très massives et très chaudes. On peut les considérer comme des petits amas ouverts très jeunes présentant encore beaucoup de gaz ionisé dans le voisinage des étoiles. On les rencontre dans notre Galaxie principalement dans les bras.

### Galaxies
Une galaxie est un vaste ensemble d’étoiles. Les galaxies diffèrent des amas par leur taille (plusieurs centaines de milliards d’étoiles contre quelques milliers à quelques millions pour les amas stellaires), leur organisation et leur histoire.

## Constellations
En observant le ciel nocturne, l’être humain a imaginé que les étoiles les plus brillantes pouvaient constituer des figures. Ces regroupements diffèrent généralement d’une époque à une autre et d’une civilisation à une autre. Les figures devenues traditionnelles, souvent en rapport avec la mythologie grecque, sont appelées constellations.
Les étoiles d’une constellation n’ont a priori rien en commun, si ce n’est d’occuper, vues de la Terre, une position voisine dans le ciel. Elles peuvent être très éloignées les unes des autres. Toutefois, l’Union astronomique internationale a défini une liste normalisée des constellations, attribuant à chacune une région du ciel, afin de faciliter la localisation des objets célestes.

## Systèmes planétaires
Les étoiles peuvent être accompagnées de corps gravitant autour d’elles. Ainsi, le Système solaire est composé d’une étoile centrale, le Soleil, accompagné de planètes, comètes, astéroïdes.
Depuis 1995, plusieurs milliers d'exoplanètes ont été découvertes autour d’autres étoiles que le Soleil, faisant perdre au Système solaire son caractère supposé unique. Tous ces systèmes planétaires sont découverts de façon indirecte. La première étoile autour de laquelle des planètes ont été révélées par des mesures vélocimétriques est 51 Peg (observations réalisées à l’OHP avec le spectrographe ÉLODIE). De nombreux autres systèmes planétaires ont depuis été découverts. En raison des limitations actuelles de détection, ils présentent des caractéristiques semblables, avec des planètes géantes sur des orbites très excentriques : on les nomme des « Jupiter chauds ». La majorité de ces étoiles sont plus riches en métaux que le Soleil. Les statistiques sur ces systèmes planétaires permettent de conclure que le Système solaire n’a pour l’instant pas d’équivalent. Depuis l’espace, la traque des systèmes planétaires par photométrie a commencé avec le satellite CoRoT (CNES). Celui-ci a été relayé en 2009 par le satellite américain Kepler.